# Jenico William Joseph Preston
Jenico William Joseph Preston, (Gormanston, Londres, 1837-1907) décimo cuarto vizconde de Gormanston. Administrador Colonial Británico. Pasó al Caribe en 1885 para ocupar la Gobernación de Antigua y Barbuda y las Islas de Sotavento, cargo que desempeñó hasta 1888 cuando es derivado a la Gobernación de la Guyana Británica, en Georgetown, cargo que ocupó hasta 1893. Volviendo a Londres en 1895.
| Predecesor: Charles Monroe Eldridge | Gobernador de Antigua y Barbuda 1885-1888 | Sucesor: Sir William Frederick Haynes Smith |
| Predecesor: Charles Bruce           | Gobernador de Guyana Británica 1888-1893  | Sucesor: Sir Charles Bruce                  |

- Datos: Q1686848